# Vižas
La Vižas (in russo Вижас?) è un fiume della Russia europea che sfocia nella baia della Čëša (mare di Barents). Scorre nell'oblast' di Arcangelo e nel Circondario Autonomo dei Nenec).
Il fiume ha origine dal piccolo lago Vostočnoe Bykovo e scorre principalmente verso nord lungo la bassa tundra Kaninskaja. Attraversa a metà corso il circolo polare artico. La foce si trova sulla costa meridionale della baia della Čëša, a ovest della foce della Oma. La lunghezza del fiume è di 219 km, l'area del bacino è di 3 050 km². I suoi maggiori affluenti sono: Berëzovka (lungo 74 km), Suchanicha (55 km) e Kumicha (50 km).